# Csencsiang
Csencsiang (egyszerűsített kínai írással: 镇江) prefektúra szintű város Kínában, Csiangszu tartományban. Lakosainak száma 3 210 418 fő (2020).

## Népesség
| 2010 | 3 113 384 |
| 2020 | 3 210 418 |

## Testvérvárosok
- Kiskőrös
- Kuching
- Mannheim
- Kurasiki
- Londrina
- Ikszan
- Tempe
- İzmit
- Lac-Mégantic
- Cu
- Sztavropol